# Бишбалык
Бишбалык (также Бешбалык, Бэйтин, изредка Бесбалык) — средневековый древнетюркский город. Современные развалины находятся на севере уезда Джимасар Синьцзян-Уйгурского автономного района КНР.

## История

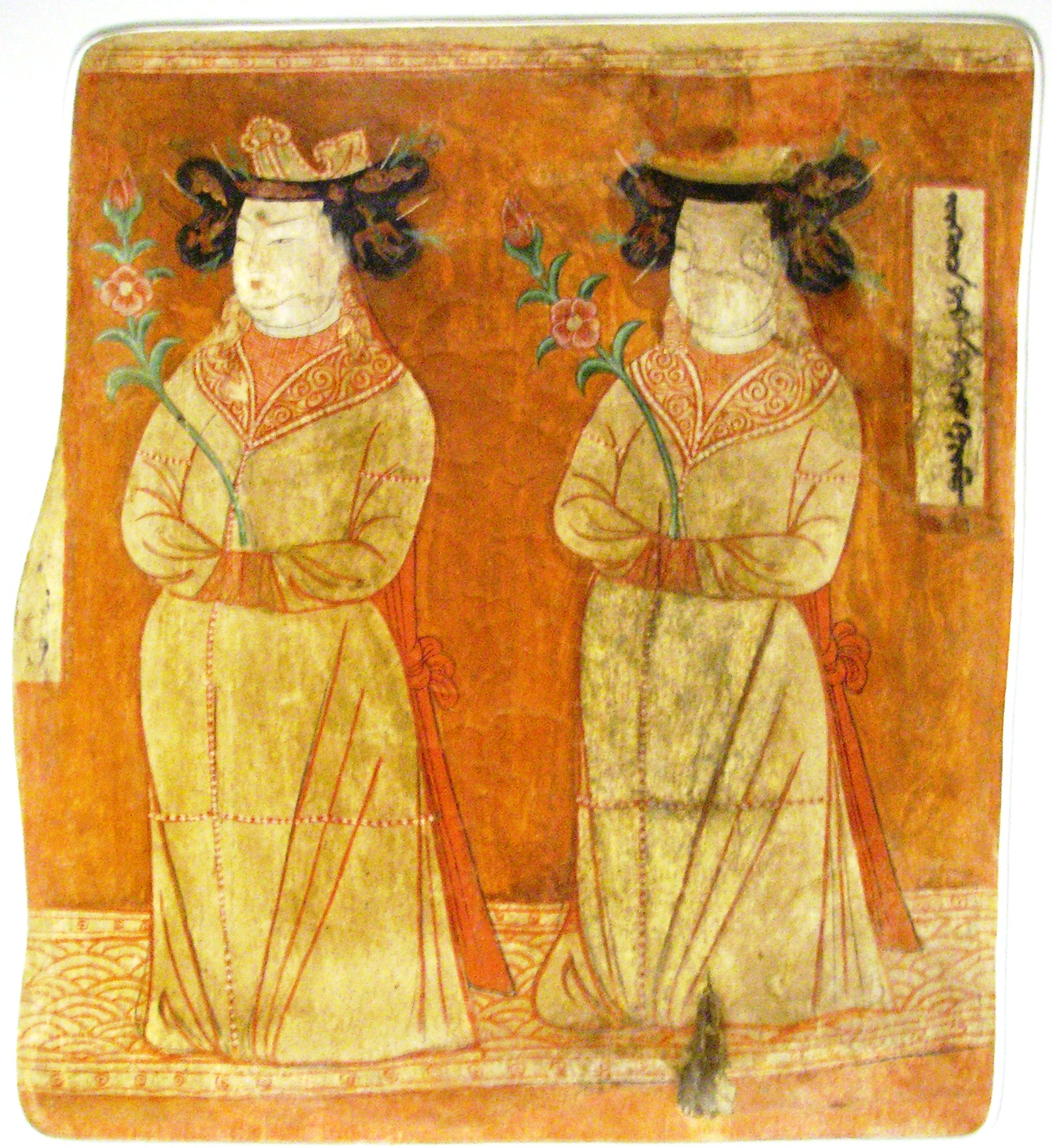
Уйгурские принцессы, IX-XII века, фреска

Согласно китайским источникам, основан в хунно-усуньский период. Впервые название Бишбалык встречается в памятниках Кюль-тегина.
До VIII века город являлся ставкой басмылов, затем карлуков. В 720 году Бильге-каган подчинил город восточным тюркам. После 840 года город вошёл в состав владений уйгурских идикутов и на протяжении нескольких веков был крупным и развитым городом. На протяжении всего IX века город неоднократно захватывался войсками енисейских кыргызов. Остатки городища исследовались в начале XX века японской экспедицией Отани, английским археологом А. Стейном и в 1928, 1979—1987 годах — китайскими археологами. Длина внешней окружности 4596 м, внутренней 3003 м, высота 2—5 м. Снаружи вокруг стены и крепости вырыт оборонительный ров.
Во время раскопок обнаружены фрагменты глиняной и фарфоровой посуды, медные монеты, бронзовые зеркала и другие многочисленные бытовые изделия, украшения и предметы труда. Внутри крепости — развалины дворцовых построек и буддийского храма. В 2 км к западу от Бишбалыка расположено буддистское святилище размерами 70,5×43,8 м, построенное уйгурскими идикутами. В центральном дворце и гроте-святилище найдены различные изваяния, на стенах выбиты рисунки религиозного содержания и надписи на уйгурском и китайском языках. Бишбалык существовал продолжительное время и после нашествия Чингиз-хана в период правления Чагатаидов. Разрушен в конце XIV века при походах эмира Тимура на Восток. В XV—XVI веках часто упоминается в качестве одного из районов Могулистана. Бишбалык, находясь на северном отрезке Великого шёлкового пути, играл важную роль в истории и культуре тюркских народов.